# Xiangzhou, Laibin
Xiangzhou, tidigare känd som Sianghsien, är ett härad som lyder under Laibins stad på prefekturnivå i den autonoma regionen Guangxi i sydligaste Kina.